# PlayStation Move Heroes
PlayStation Move Heroes, previamente llamado Heroes on the Move, es un videojuego de acción-aventura desarrollado por Nihilistic Software y publicado por Sony Computer Entertainment para PlayStation 3, que utiliza de forma principal el PlayStation Move. El videojuego es un cruce de las series de videojuegos Jak and Daxter, Ratchet and Clank y Sly Cooper. El juego suma un total de 6 personajes con los cuales se puede jugar. PlayStation Move Heroes ha recibido en mayor medida críticas negativas.

## Sinopsis
El juego comienza como un día normal en cada galaxia (específicamente en Haven City, Metrópolis y París) cuando nuestros héroes toman vacaciones. Después de esto un extraño acontecimiento sucede y nuestros héroes son absorbidos por un agujero de gusano entre el espacio y tiempo y quedan varados en una realidad extraña, el Gleebletopia. Un misterioso dúo ha creado esta realidad con la excusa de crear un concurso interplanetario en donde se invita a nuestros héroes, por sus extraordinarias habilidades, a participar en un grupo de pruebas con fragmentos y elementos de sus propias galaxias para decidir cuál es el mejor héroe de estas 3 galaxias. Luego se darán cuenta de que el plan del misterioso dúo no es un concurso y tendrán que salvar su respectiva galaxia y pelearán por su propias vidas en una de las más difíciles pruebas: sobrevivir.

## Desarrollo
El juego fue anunciado en exclusiva para el PlayStation Move (lo que significa solo para PS3) en la conferencia de prensa de Sony en la Electronic Entertainment Expo 2010. Ninguno de los desarrolladores originales (Naughty Dog, Insomniac Games y Sucker Punch Productions) trabajaron directamente en el juego. En octubre de 2010 el nombre original (Heroes on the Move) fue cambiado a PlayStation Move Heroes.

## Jugabilidad
Es un sistema de pruebas, estilo party-up. El juego contará con numerosas pruebas en donde se utilizará el control Move como arma o nuestra mano. También contará con un sistema de trofeos, como muchos juegos de PS3, y contará con sistema de 3 medallas: oro, plata y bronce. Además se podrá desbloquear con estas medallas secretos, información, vídeos, imágenes y trajes, y contará con un modo multijugador y un modo online.

### Modos de juego
- El modo bolo: Controlaremos a nuestro jugador seleccionado y jugaremos con una esfera de energía. Nuestro objetivo es darle a los blancos en un determinado tiempo mientras la esfera se ve en la necesidad de pasar ciertos obstáculos como paredes o aros de velocidad. Esta es considerada como la prueba más fácil. Solo disponible con Jak, Ratchet y Sly.

- El modo disco: El jugador controlará un Frisbee. El modo de juego es parecido al modo bolo pero con la diferencia de que el disco es aéreo y tiene más espacio para moverse. Solo disponible con Daxter, Clank y Bentley.

- El modo cuerpo a cuerpo: El jugador se verá en una prueba estilo supervivencia. El jugador tendrá que sobrevivir durante un límite de tiempo a hordas de enemigos mientras recolecta vidas, cristales (estos te otorgan habilidades especiales), porciones de arena (más tiempo), avanza por el escenario y se rescata a unas curiosas criaturas, llamadas Zonis. Solo disponible con Jak, Ratchet y Sly.

- El modo arma de fuego: El jugador tendrá disponible un arma de fuego determinada para cada nivel. La misión del jugador será el de proteger unas fuentes de energía mientras los enemigos las atacan. Solo disponible con Daxter, Clank y Bentley.

- El modo látigo: el jugador tendrá a disposición un látigo que funciona con un tipo de energía (fuego, plasma y eco), parecido al modo cuerpo a cuerpo solo que con un látigo. Solo disponible con Jak, Ratchet y Sly.

### Habilidades, armas y poderes
Cada personaje seleccionable contará con armas y habilidades especiales. Se sabe que las habilidades especiales pueden cambiar según las pruebas.
- Jak: Contará para el modo cuerpo a cuerpo el bastón o mazo Gunstaff, una esfera precursora encadenada de eco (aunque últimamente, en las imágenes, se muestra un látigo de eco oscuro) y como habilidad especial, tendrá a su disposición la habilidad de otorgarle a su arma u objeto una sustancia peligrosa llamada eco oscuro, para las pruebas con objetos (látigo y bolo), y transformarse en Jak Oscuro.

- Ratchet: Contará con su llave inglesa para el modo cuerpo a cuerpo, el famoso látigo de fuego y como habilidad especial la bomba Gravitron que hace bailar a los enemigos sin cesar.

- Sly: Contará con el Bastón Cooper para el modo cuerpo a cuerpo, un látigo de plasma y como habilidad especial la habilidad secreta Cooper de hacer más lento el tiempo.

- Daxter: Utilizará armas de eco del universo Jak and Daxter y su habilidad especial será el de hacer el torbellino oscuro de Daxter Oscuro.

- Clank: Utilizará para el modo arma de fugo armas del universo Ratchet & Clank y tiene como habilidad especial algo relacionado con las criaturas conocidas como Zonis.

- Bentley: Utilizará armas parecidas a las de Clank y su habilidad especial será Auto-Hack, habilidad que altera el circuito de los enemigos y los hace atacarse entre sí.

## Edición especial
Si se pre-ordena el juego por Gamespot o Amazon se podrá utilizar, solo disponibles en esta versión, los siguientes trajes:
- Jak con la armadura de la Guardia "Carmesí" de la liga de la libertad que otorga daño extra.

- Ratchet con armadura Trillium (última armadura de Ratchet & Clank Future: Tools of Destruction) que otorgará más resistencia.

- Sly con la personificación de un ancestro pirata de la familia Cooper que otorga más duración para habilidades especiales.